# خرشوف تورنفوري
خرشوف تورنفوري (الاسم العلمي:Cynara tournefortii) هو نوع من النباتات يتبع جنس الخرشوف من الفصيلة النجمية.
سمي هذا النوع نسبةً إلى عالم النبات الفرنسي جوزف بيتون دو تورنفور.